# 権慄
権 慄（クォン・ユル、けん りつ、1537年 - 1599年）は、文禄・慶長の役で活躍した李氏朝鮮の将軍。字は彦慎。諡は忠荘公。権轍の五男。李恒福の丈人。

## 略歴
非常に裕福な家庭で生まれた彼は、幼い頃には腕白だった。ある日、父の友達が尋ねて来て、彼に経書の一句節に対して質問をした。しかし遊んでばかりいた彼は、返事ができずに恥ずかしくなり、その日から勉強をするようになったという。それでも、毎日勉強ばかりして官吏になろうとは考えなかったものの、結局は家族の小言に従い、仕方なく1582年に文科丙種に合格した。
1592年、文禄の役開戦時には、柳成龍の推薦で光州牧使の任にあった。同年6月5日龍仁の戦いに参加したが、敗退している。昇進を果たして、全羅道観察使兼巡察使（監司、全羅道軍司令官）となる。
1593年、明の救援軍が到着したのを見計らって、全羅道から漢城に近い幸州山城へ進出した。碧蹄館の戦いで明軍を破った日本軍は、幸州山城に拠る朝鮮官軍を牽制するべく約2万の軍勢で幸州山城を攻めると、権慄は約4000の軍勢で応戦したが（幸州山城の戦い）持ち堪えられないと判断した権慄は城に火を放って破却し坡州へ撤退した。
6月の第二次晋州城の戦いでは、権慄は出撃して迎え撃つことを主張した。日本軍が晋州城に向かって進撃すると咸安へ出陣したが、日本軍の放った銃声で全軍崩壊し、全州まで退却した。
後に都元帥に任命され、戦役中の朝鮮軍の主導的指揮にあたる。慶長の役が始まると、朝鮮水軍には日本軍を攻撃することが命じられていたが、水軍総司令官の元均が消極的なため、権慄は元均を鞭打ち刑に処して攻撃を促した。このため元均は出撃して日本水軍を攻撃したが、逆襲を受けて朝鮮水軍は壊滅し元均も戦死した（漆川梁海戦）。続いて日本軍が全羅道に向かって大挙して進撃すると、権慄は戦わずに退去し、全羅道、忠清道は日本軍に席捲されることになる。
日本軍が朝鮮南岸に帰還して、蔚山倭城の築城を開始すると、朝鮮軍は明軍とともに建設中の城を攻撃する。12月下旬から1598年1月4日まで続いたこの蔚山城の戦いでは、権慄は自ら陣頭で指揮を取ったが、多くの死傷者を出すばかりで城を攻略することが出来ず、大敗を喫して敗走した。
9月から10月にかけて戦われた、順天城の戦いでも指揮を取ったが敗退した。
1599年、63歳の頃に職を辞して故郷に帰り、その年の7月に死去した。彼は戦時において結果的には敗北を重ねたが、敗れても常に積極的な姿勢を保ち、粘り強く戦線を維持した。また防衛戦に強く、決定的な場面で要所の防御に成功している。宣祖はそんな彼を敬愛し、死を知らされた際には二日に渡って政務を行えないほど悲しんだという。
死後に行われた顕彰では、李舜臣・元均と共に功一等と評価された。
参加した主な戦い
| 時期                        | 戦い           | 敵将       |
| --------------------------- | -------------- | ---------- |
| 1592年（文禄元年）6月06日   | 龍仁の戦い     | 脇坂安治   |
| 1593年（文禄2年）2月10日    | 幸州山城の戦い | 宇喜多秀家 |
| 1597年（慶長2年）12月21日～ | 蔚山城の戦い   | 加藤清正   |
| 1598年（慶長3年）9月19日～  | 順天城の戦い   | 小西行長   |